# Sierra de Alcaraz
Sierra de Alcaraz är en bergskedja i Spanien.   Den ligger i provinsen Provincia de Albacete och regionen Kastilien-La Mancha, i den centrala delen av landet, 230 km sydost om huvudstaden Madrid.